# Räddningsstation Yngsjö
Räddningsstation Yngsjö var en av Sjöräddningssällskapets räddningsstationer. 
Yngsjö ligger vid havet, men räddningsstationen låg i den tidigare brandstationen uppe i byn Yngsjö. Den inrättades 1990 och hade elva frivilliga. År 2019 omlokaliserades den till Åhus.
Stationen hade två räddningsfarkoster, vilka bägge transporterades till iläggningsplats med terrängbil:
- 7-04 Rescue Britt, en 8 meter lång ribbåt av typ Crompton Sea Patrol, som byggdes 1997, och fraktades med en Scania terrängbil 40.
- 3-26 Rescuerunner Johan, byggd 2007, vilken fraktades med en Volvo terrängbil 11.